# Themis Tolis
Efthimios Tolis poznatiji kao Themis Tolis (Atena, Grčka, 28. ožujka 1974.) je grčki bubnjar najpoznatiji kao bubnjar grčkog black metal-sastava Rotting Christ. Brat je pjevača i gitarista Sakisa Tolisa. Themis i Sakis je jedini izvorni članovi sastava.

## Diskografija
Rotting Christ (1987. – danas)
- Thy Mighty Contract (1993.)
- Non Serviam (1994.)
- Triarchy of the Lost Lovers (1996.)
- A Dead Poem (1997.)
- Sleep of the Angels (1999.)
- Genesis (2002.)
- Sanctus Diavolos (2004.)
- Theogonia (2007.)
- Aealo (2010.)
- Κατά τον δαίμονα εαυτού (2013.)
- Rituals (2016.)
- The Heretics (2019.)